# Интервальное кодирование
Интервальное кодирование (диапазонное кодирование) — энтропийный метод кодирования, предложенный Г. Н. Н. Мартином в 1979 году. Это разновидность арифметического кодирования.

## Описание
Интервальное кодирование кодирует все символы сообщения в одно число, в отличие от, например, кода Хаффмана, который присваивает каждому символу последовательность бит и объединяет все битовые последовательности вместе.

### Пример
Допустим, необходимо зашифровать сообщение «AABA<EOM>», где <EOM> — это символ конца сообщения (англ. end of message). Для этого примера предполагается, что декодировщик знает, что мы намерены закодировать ровно пять символов в десятичной системе счисления (алгоритм в данном случае поддерживает 105 различных комбинаций символов в диапазоне [0, 100000)), используя распределение вероятностей {A: 0,60; B: 0,20; <EOM>: 0,20}. Кодировщик делит диапазон [0, 100000) на три поддиапазона:
```
A:     [     0,  60000)

B:     [ 60000,  80000)

<EOM>: [ 80000, 100000)
```

Поскольку наш первый символ — A, это снижает наш первоначальный диапазон до [0, 60000). Второй символ делит этот диапазон еще на три части:
```
AA:     [     0,  36000)

AB:     [ 36000,  48000)

A<EOM>: [ 48000,  60000)
```

С двумя закодированными символами наш диапазон становится [0, 36000) и наш третий символ предоставляет следующие варианты:
```
AAA:     [     0,  21600)

AAB:     [ 21600,  28800)

AA<EOM>: [ 28800,  36000)
```

На этот раз выбор падает на второй из трех вариантов, которые представляют собой сообщение, которое мы хотим закодировать, и наш диапазон становится [21600, 28800). Может показаться, что стало сложнее определить наши поддиапазоны в данном случае, но на самом деле это не так: мы можем просто вычесть нижнюю границу из верхней границы, чтобы определить, что в нашем диапазоне доступно 7200 чисел; первые 4320 из них представляют 0,60 от общего числа, следующие 1440 представляют следующие 0,20, а остальные 1440 представляют оставшиеся 0,20 от общего диапазона. Прибавка нижней границы дает нам наши диапазоны:
```
AABA:     [21600, 25920)

AABB:     [25920, 27360)

AAB<EOM>: [27360, 28800)
```

Наконец, наш диапазон сузился до [21600, 25920), у нас остался только один символ для кодирования. Используя ту же технику, как и прежде, для разделения диапазона между нижней и верхней границей мы находим три оставшихся поддиапазона:
```
AABAA:     [21600, 24192)

AABAB:     [24192, 25056)

AABA<EOM>: [25056, 25920)
```

И так как <EOM> — это наш последний символ — наш конечный диапазон - [25056, 25920). Так как все пятизначные числа, начинающиеся с «251», попадают в наш последний ряд, то мы могли бы передать один из трехзначных префиксов, чтобы однозначно выразить исходное сообщение (тот факт, что на самом деле существует восемь таких префиксов, говорит о том, что можно оптимизировать алгоритм. Но они возникли из-за использования десятичной системы счисления, а не двоичной).

## Связь с арифметическим кодированием
Арифметическое кодирование аналогично интервальному, использует дробные числа в диапазоне [0,1). Соответственно, в результате арифметический код интерпретируется как начало с неявным «0.», так как это просто разные интерпретации одних и тех же методов кодирования, то любой арифметический кодировщик — это соответствующий интервальный кодировщик, и наоборот.
На практике, однако, так называемое диапазонные кодировщики имеют тенденцию быть реализованными в значительной степени, как описано в статье Мартина, в то время как арифметические кодировщики вообще не называют диапазонными. Часто разницей является побайтовая и побитовая ренормализация. Интервальные кодировщики склонны использовать байты, а не биты. Хотя это и снижает уровень сжатия, это быстрее, чем выполнение перенормировки для каждого бита.